# بریتنی (آلبوم)
بریتنی (به انگلیسی: Britney) سومین آلبوم استودیویی از خواننده آمریکایی بریتنی اسپیرز است که در ۵ نوامبر ۲۰۰۱ توسط جایو رکوردز منتشر شد. در این آلبوم از سبک پاپی استفاده شده که در دو آلبوم قبلی از بریتنی مشاهده می شد. همچنین اندکی آراندبی و هیپ هاپ نیز اضافه شد. اسپیرز نقش برجسته تری در توسعه این آلبوم بر عهده گرفت و شش آهنگ از آن را خود نوشت و اشعار آن به موضوعات بزرگسالی و تمایلات جنسی می پردازد.